# Circonscription autonomique de Murcie
Ne doit pas être confondu avec Circonscription électorale de Murcie.
La circonscription électorale de Murcie est l'unique circonscription électorale pour les élections à l'Assemblée régionale de Murcie.
Elle correspond géographiquement à la région de Murcie.

## Historique

### Découpage initial

Découpage initial

La loi 2/1987, du 24 février, relative à l’organisation des élections à l'Assemblée régionale de Murcie, modifiée par la loi 14/2015, du 28 juillet, pose le principe d'un découpage infra-régional. Chaque circonscription disposait d'un minimum de deux députés ; le reste étant répartis en fonction du nombre d'habitants.
| Circonscription | Communes |
| 1 (Lorca)       | Lorca, Aguilas, Puerto Lumbreras, Totana, Alhama de Murcia, Librilla, Aledo et Mazarrón. |
| 2 (Carthagène)  | Carthagène, La Unión, Fuente Álamo, Torre Pacheco, San Javier, San Pedro del Pinatar et Los Alcázares. |
| 3 (Murcie)      | Murcie, Alcantarilla, Beniel, Molina de Segura, Alguazas, Las Torres de Cotillas, Lorquí, Ceutí, Cieza, Abarán, Blanca, Archena, Ricote, Ulea, Villanueva del Río Segura, Ojós, Fortuna, Abanilla et Santomera. |
| 4 (Nord-ouest)  | Caravaca de la Cruz, Cehegín, Calasparra, Moratalla, Bullas, Pliego, Mula, Albudeite et Campos del Río. |
| 5 (Altiplano)   | Yecla et Jumilla. |

### Réforme de 2015
Une réforme réalisée en 2015 abolit les cinq circonscriptions au profit d'une seule circonscription comprenant l'ensemble du territoire de la communauté autonome.

## Synthèse
| AP & alliés |       | 16 | 16 |    |    |    |    |    |    |    |    |    |  |  |
| PCE         |       | 1  |    |    |    |    |    |    |    |    |    |    |  |  |
| CDS         |       |    | 3  |    |    |    |    |    |    |    |    |    |  |  |
| IU          |       |    | 1  | 4  | 4  | 1  | 1  | 1  | 1  |    |    |    |  |  |
| PSOE        |       | 26 | 25 | 24 | 15 | 18 | 16 | 15 | 11 | 13 | 17 | 13 |  |  |
| PP          |       |    |    | 17 | 26 | 26 | 28 | 29 | 33 | 22 | 16 | 21 |  |  |
| Podemos     |       |    |    |    |    |    |    |    |    | 6  | 2  | 2  |  |  |
| Cs          |       |    |    |    |    |    |    |    |    | 4  | 6  |    |  |  |
| Vox         |       |    |    |    |    |    |    |    |    |    | 4  | 9  |  |  |
|             |       |    |    |    |    |    |    |    |    |    |    |    |  |  |
| Total       | Total | 43 | 45 | 45 | 45 | 45 | 45 | 45 | 45 | 45 | 45 | 45 |  |  |

## Résultats détaillés

### 2003
| Circonscription | Circonscription | Parti | Parti | Députés élus |
| --------------- | --------------- | ----- | --- | --- |
| Première        |                 | PP    | | Martín Quiñonero Sánchez, Juan Morales Cánovas, Pedro Antonio Sánchez, Catalina Lorenzo Gabarrón |
| Première        | PSOE            |       | Miguel Navarro Molina, Juan Durán Granados, María del Carmen Moreno Pérez                                                                                           | |
| Deuxième        |                 | PP    | | Francisco Celdrán Vidal, Alberto Garre, Vicente Balibrea Aguado, Antonio García García, Benito Javier Mercader León, María Francisca Cabrera Sánchez, José Carlos Jiménez Torres |
| Deuxième        | PSOE            |       | Pedro Saura, Teresa Rosique Rodríguez, Juan Escudero Sánchez | |
| Troisième       |                 | PP    | | Ramón Luis Valcárcel, Benito Marín Torrecillas, Ascensión Carreño, María Josefa Nicolás Martínez, Juan Carlos Ruiz López, María Diana Asurmendi López, Javier Iniesta Alcázar, Cristina Rubio Peiró, Pedro Manuel Hernández López, María Carmen Moreno Pallarés, Manuel Marcos Sánchez Cervantes, Asunción Candel Castillo, Francisco López Lucas |
| Troisième       | PSOE            |       | Ramón Ortiz Molina, Begoña García Retegui, Alfonso Navarro Gavilán, Rosa Peñalver, Francisco Javier Oñate Marín, Francisco Marín Escribano, Carmen Manzano Llofríos | |
| Troisième       | IU-LV           |       | Cayetano Jaime Moltó | |
| Quatrième       |                 | PP    | | Julio José Lorenzo Egurce, Pedro Chico Fernández |
| Quatrième       | PSOE            |       | Pedro Abellán Soriano, Diego Cervantes Díaz | |
| Cinquième       |                 | PP    | | Vicente José Maeso Carbonell, Marcos Antonio Nogueroles Pérez |
| Cinquième       | PSOE            |       | Domingo Carpena Sánchez | |

### 2007
| Circonscription | Circonscription | Parti | Parti | Députés élus |
| --------------- | --------------- | ----- | --- | --- |
| Première        |                 | PP    | | Martín Quiñonero Sánchez, Pedro Antonio Sánchez, Catalina Lorenzo Gabarrón, Juan Morales Cánovas, Ana María Aquilino Artero |
| Première        | PSOE            |       | Bartolomé Soler Sánchez, María del Carmen Moreno Pérez                                                                                           | |
| Deuxième        |                 | PP    | | Francisco Celdrán Vidal, María Dolores Soler Celdrán, Domingo José Segado Martínez, María Francisca Cabrera Sánchez, Juan Antonio Sánchez-Castañol Conesa, Vicente Balibrea Aguado, María Carmen Vigueras Pallarés |
| Deuxième        | PSOE            |       | Teresa Rosique Rodríguez, Antonio Martínez Bernal, Rosa Peñalver, Mariano García Pérez                                                           | |
| Troisième       |                 | PP    | | Ramón Luis Valcárcel, María Teresa Marín Torres, Antonio Gómez Fayrén, María Belén Fernández-Delgado Cerdá, José Ballesta Germán, Manuel Campos Sánchez, Juan Carlos Ruiz López, María Josefa Nicolás Martínez, José Antonio Ruiz Vivo, María Diana Asurmendi López, Víctor Manuel Martínez Muñoz, Benito Marín Torrecillas, Ascensión Carreño |
| Troisième       | PSOE            |       | Pedro Saura, María González Veracruz, José Ramón Jara Vera, Francisco Javier Oñate Marín, Begoña García Retegui, María Dolores Hernández Sánchez | |
| Troisième       | IU-LV           |       | José Antonio Pujante Diekmann | |
| Quatrième       |                 | PP    | | Pedro Chico Fernández, Amador López García |
| Quatrième       | PSOE            |       | Jesús López García, Diego Cervantes Díaz | |
| Cinquième       |                 | PP    | | Vicente José Maeso Carbonell, Severa González López |
| Cinquième       | PSOE            |       | Domingo Carpena Sánchez | |

### 2011
| Circonscription | Circonscription | Parti | Parti | Députés élus |
| --------------- | --------------- | ----- | --- | --- |
| Première        |                 | PP    | | Ana María Aquilino Artero, Pedro Antonio Sánchez, Catalina Lorenzo Gabarrón, Fernando López Miras, Alicia Jiménez Hernández |
| Première        | PSOE            |       | Manuel Soler Miras, María del Carmen Moreno Pérez                                                                          | |
| Deuxième        |                 | PP    | | Francisco Celdrán Vidal, María Dolores Soler Celdrán, Domingo José Segado Martínez, María Francisca Cabrera Sánchez, Juan Antonio Sánchez-Castañol Conesa, José Miguel Luengo Gallego, Laura Muñoz Pedreño, Vicente Balibrea Aguado |
| Deuxième        | PSOE            |       | Antonio Martínez Bernal, Teresa Rosique Rodríguez                                                                          | |
| Troisième       |                 | PP    | | Ramón Luis Valcárcel, Juan Bernal Roldán, María Teresa Marín Torres, Juan Carlos Ruiz López, María Belén Fernández-Delgado Cerdá, Juan Guillamón Álvarez, Alberto Garre, Agustín Navarrete Montoya, Violante Tomás Olivares, Ascensión Carreño, José Antonio Ruiz Vivo, Víctor Manuel Martínez Muñoz, Patricio Gómez López, Inmaculada González Romero, Ana Guijarro Martínez |
| Troisième       | PSOE            |       | Begoña García Retegui, Joaquín López Pagán, María González Veracruz, Francisco Javier Oñate Marín, Alfonso Navarro Gavilán | |
| Troisième       | IU-LV           |       | José Antonio Pujante Diekmann                                                                                              | |
| Quatrième       |                 | PP    | | José Iborra Ibáñez, Gregorio Morales Hernández, Isabel Toledo Gómez |
| Quatrième       | PSOE            |       | Jesús Navarro Jiménez | |
| Cinquième       |                 | PP    | | Vicente José Maeso Carbonell, Severa González López |
| Cinquième       | PSOE            |       | Francisco Abellán Martínez                                                                                                 | |

### 2015
| Circonscription | Circonscription | Parti | Parti | Députés élus |
| --------------- | --------------- | ----- | --- | --- |
| Première        |                 | PP    | | Francisco Jódar Alonso, Fernando López Miras, Juan Pagá Sánchez, Isabel María Soler Hernández |
| Première        | PSOE            |       | Isabel María Casalduero Jódar, Alfonso Martínez Baños                                                               | |
| Première        | Podemos         |       | María Giménez Casalduero                                                                                            | |
| Deuxième        |                 | PP    | | Monica Meroño Fernández, Adoración Molina López, María Rosario Montero Rodríguez, Juan Luis Pedreño Molina, María Elena Ruiz Valderas, Domingo José Segado Martínez                                                                   |
| Deuxième        | PSOE            |       | Antonio Guillamón Insa, Ángel Rafael Martínez Lorente, Rosa Peñalver Pérez                                          | |
| Deuxième        | Podemos         |       | María López Montalbán, Antonio Urbina Yeregui                                                                       | |
| Deuxième        | Ciudadanos      |       | Luis Francisco Fernández Martínez                                                                                   | |
| Troisième       |                 | PP    | | Jesús Cano Molina, Miguel Cascales Tarazona, Domingo Coronado Romero, María Patricia Fernández López, Inmaculada González Romero, Juan Guillamón Álvarez, Javier Iniesta Alcázar, Víctor Manuel Martínez Muñoz, Pedro Antonio Sánchez |
| Troisième       | PSOE            |       | Consuelo Cano Hernández, Rafael González Tovar, Emilio Ivars Ferrer, Joaquín López Pagán, Presentación López Piñero | |
| Troisième       | Ciudadanos      |       | Miguel Ángel López Morell, Juan José Molina Gallardo, Miguel Sánchez López                                          | |
| Troisième       | Podemos         |       | María Ángeles García Navarro, Andres Pedreño Cánovas, Óscar Urralburu Arza                                          | |
| Quatrième       |                 | PP    | | Víctor Martínez-Carrasco Guzmán, José Soria García |
| Quatrième       | PSOE            |       | Ascensión Ludeña López, Jesús Navarro Jiménez                                                                       | |
| Cinquième       |                 | PP    | | Marcos Ortuño Soto |
| Cinquième       | PSOE            |       | Yolanda Fernández Sánchez                                                                                           | |

### 2019
| Parti      | Parti | Députés élus |
| ---------- | ----- | --- |
| PSOE       |       | Diego Conesa Alcaraz, Gloria Alarcón García, Francisco Lucas Ayala, María Magdalena Sánchez Blesa, Antonio José Espín Espín, María Carmen Fernández Sánchez, Alfonso Martínez Baños, María Dolores Martínez Pay, Emilio Ivars Ferrer, Rosalía Casado López, Pedro López Hernández, Antonia Abenza Campuzano, José Antonio Peñalver Pardínez, Virginia Lopo Morales, Manuel Sevilla Nicolás, Consagración Martínez Muñoz, Fernando Moreno García    |
| PP         |       | Fernando López Miras, María Cristina Sánchez López, Sonia Ruiz Escribano, Miguel Ángel Miralles González-Conde, Joaquín Segado Martínez, Javier Celdrán Lorente, María del Carmen Pelegrín García, Ramón Sánchez-Parra Servet, Antonio Luengo Zapata, María Dolores Valcárcel Jiménez, Antonio Calderón Rodríguez, María del Carmen Ruiz Jódar, Miriam Guardiola Salmerón, Jesús Cano Molina, Clara Valverde Soto, Víctor Martínez-Carrasco Guzmán |
| Ciudadanos |       | María Isabel Franco Sánchez, Juan José Molina Gallardo, Ana Martínez Vidal, Alberto Castillo Baños, María del Valle Miguélez Santiago, Francisco Álvarez García |
| Vox        |       | Pascual Salvador Hernández, Juan José Liarte Pedreño, María Isabel Campuzano Martínez, Francisco José Carrera de la Fuente |
| UP         |       | Óscar Urralburu Arza, María Giménez Casalduero |

- Óscar Urralburu (UP) est remplacé en octobre 2019 par María Marín Martínez.
- María Giménez (UP) est remplacée en octobre 2019 par Rafael Esteban Palazón.
  - Rafael Esteban (UP) est remplacé en février 2023 par Helena Vidal Brazales.
- Javier Celdrán (PP) est remplacé en octobre 2019 par María Inmaculada Lardín Verdú.
- Cristina Sánchez (PP) est remplacée en octobre 2019 par Juan Antonio Mata Tamboleo.
- Antonio Luengo (PP) est remplacé en octobre 2019 par Isabel María Sánchez Ruiz.
- Emilio Ivars (PSOE) est remplacé en septembre 2020 par María Hernández Abellán.
- Diego Conesa (PSOE) est remplacé en décembre 2021 par José Antonio Campos Bayona.

### 2023
| Parti          | Parti | Députés élus |
| -------------- | ----- | --- |
| PP             |       | Fernando López Miras, Carmen María Conesa Nieto, Santiago Arsenio López Noguera, María Visitación Martínez Martínez, Antonio Martínez Pastor, Luis Alberto Marín González, María de la Concepción Ruiz Caballero, Marcos Ortuño Soto, Joaquín Segado Martínez, María del Carmen Ruiz Jódar, Miriam Guardiola Salmerón, Sonia Carrilo Mármol, Miguel Ángel Miralles González-Conde, Víctor Martínez-Carrasco Guzmán, Luz Marina Lorenzo Gea, Antonio Landáburu Clares, Isabel María Sánchez Ruiz, Carlos Albaladejo Alarcón, Jesús Cano Molina, María Luisa Casajús Galvache, Ramón Sánchez-Parra Servet |
| PSOE           |       | José Vélez Fernández, María Carmen Fernández Sánchez, Francisco Lucas Ayala, María Soledad Sánchez Jódar, Juan Andrés Torres Escarabajal, María Magdalena Sánchez Blesa, Miguel Ángel Ortega Pérez, Antonia Abenza Campuzano, Alfonso Martínez Baños, Virginia Lopo Morales, Fernando Moreno García, Dolores Jara Andújar, Manuel Sevilla Nicolás |
| Vox            |       | José Ángel Antelo Paredes, María José Ruiz Díaz, Alberto Garre, Rubén Martínez Alpañez, Virginia Martínez García, Antonio Martínez Nieto, Pascual Salvador Hernández, María Eugenia Sánchez Pérez, Ignacio Arcas Cuartero |
| Podemos-IUV-AV |       | María Marín Martínez, Víctor Manuel Egio García |

- Francisco Lucas (PSOE) est remplacé le 6 septembre 2023 par María Dolores Martínez Pay.
- Luis Alberto Marín (PP) est remplacé le 6 septembre 2023 par María Luisa Ramón Meroño.
- Carmen Conesa (PP) est remplacée le 3 octobre 2023 par María del Carmen Pelegrín García.
- Concepción Ruiz (PP) est remplacée le 3 octobre 2023 par María de los Ángeles Román Blaya.
- Marcos Ortuño (PP) est remplacé le 3 octobre 2023 par Alfonso Fernando Cerón Morales.
- Miriam Guardiola (PP) est remplacée le 3 octobre 2023 par Sonia Ruiz Escribano.
- Sonia Carrillo (PP) est remplacée le 3 octobre 2023 par Josefa Carreños Arias.